# Konzeptuelles Lernen
Das Konzeptuelle Lernen oder Lernen mit Konzepten ist ein Ansatz in der Didaktik, um das Lernen aus dem Alltag der Kinder mit dem Fachgegenstand im Unterricht zu verbinden.
Die Idee des Konzeptuellen Lernens stammt aus den Didaktiken der Mathematik und Naturwissenschaften (vor allem vom Biologiedidaktiker Ulrich Kattmann 1997 im Rahmen der Didaktischen Rekonstruktion). In der Pädagogischen Psychologie gibt es dazu eine Conceptual-Change-Forschung. Vorstellungen und Konzepte werden im Zuge von Sozialisation und Entwicklung gebildet, um die unmittelbare Lebenswelt zu erklären, zu ordnen und zu fassen. Neue Erfahrungen werden mittels dieser subjektiven Konzepte bewertet, eingeordnet und verarbeitet. Konzepte und Vorstellungen, insbesondere Basiskonzepte, können angepasst und erweitert werden, um die Erklärung der Lebenswelt zu verbessern. Umgekehrt können neue Erfahrungen auch als subjektiv irrelevant verworfen werden, wenn diese mit den bestehenden Konzepten und Vorstellungen inkompatibel zu sein scheinen.
Die Geschichtsdidaktik hat das Konzeptuelle Lernen aufgegriffen und an die Anforderungen des historischen Lernens angepasst. Ein Unterschied zu den Naturwissenschaften besteht darin, dass die Alltags- und die wissenschaftlichen Konzepte wesentlich näher beieinander sind, bspw. bei den Konzepten 'Herr' oder 'ungerecht'. So werden auch die historischen Handlungsmotive oft aus der Alltagspsychologie (Ehrgeiz, Rache) genommen. Wenn sich Konzepte und Vorstellungen bei der Erklärung und Bewältigung der Lebenswelt bewährt haben, werden sie beibehalten ohne Rücksicht darauf, ob sie wissenschaftlich haltbar sind oder nicht. Gegenüber Veränderungsversuchen von außen, wie sie etwa im Geschichtsunterricht vorkommen, sind sie zunächst veränderungsresistent. Besonders in Österreich haben Thomas Hellmuth und Christoph Kühberger auf die Lehrpläne für Geschichte und Sozialkunde 2016 Einfluss genommen. Die subjektiven, mehr oder weniger vorangeschrittenen Vorstellungen der Schüler werden für den Prozess des historischen Denkens und Lernens genutzt, indem sie mit neuen Inhalten, Informationen und Arbeitsaufträgen konfrontiert werden. Die Arbeitsaufträge, Denkanstöße, Inputs und Informationen sind dabei an die vorhandenen subjektiven und lebensweltlich verankerten Vorstellungen und Konzepte der Lernenden auszurichten.
In der Politikdidaktik wird das Fachwissen von einer Richtung der Fachdidaktiker als eigene Kompetenzdimension verstanden, als aufzubauendes konzeptuelles Deutungswissen über z. B. Gerechtigkeit, Gemeinwohl. Damit ist keine Reduktion auf Fachwissen gemeint, sondern Basis- und Fachkonzepte seien der erste Schritt zur Entwicklung umfassenderer politischer Kompetenzen (Joachim Detjen u. a. 2012). Konzepte repräsentieren primär Fachwissen, in Bildungsprozessen soll es darauf ankommen, vorhandene Schülerkonzepte in diese Richtung zu erweitern bzw. Fehlkonzepte zu verbessern. Weitere Fragen sind:
- Welche Rolle soll das Begriffslernen im Unterricht spielen?
- Dürfen Konzepte von Schülern als „Fehlkonzepte“ (misconceptions) bezeichnet werden?
- Wie sollen die für die politische Bildung relevanten Konzepte bestimmt werden, welche Rolle sollen die Fachwissenschaften dabei spielen?
- Welche Konzepte sollen als zentrale Basis- und Fachkonzepte im Zentrum des Unterrichts stehen?[6]

## Belege
1. ↑  Reinders Duit, Harald Gropengießer, Ulrich Kattmann, Michael Komorek, Ilka Parchmann: The Model of Educational Reconstruction – a Framework for Improving Teaching and Learning Science1. In: Science Education Research and Practice in Europe. SensePublishers, Rotterdam 2012, S. 13–37, doi:10.1007/978-94-6091-900-8_2.
2. ↑  Hilke Günther-Arndt: Conceptual Change-Forschung: Eine Aufgabe für die Geschichtsdidaktik? In: dies./ Sauer, Michael (Hrsg.): Geschichtsdidaktik empirisch. Untersuchungen zum historischen Denken und Lernen. Berlin 2016, LIT, S. 27; Thomas Hellmuth/Christoph Kühberger: Historisches und politisches Lernen mit Konzepten. In: Historische Sozialkunde 1 (2016), S. 3.
3. ↑  Lehrplan Geschichte und Sozialkunde/Politische Bildung Sek I (2016). In: Zentrum polis. Abgerufen am 26. September 2021.
4. ↑  Th. Hellmuth: Historisch-politische Sinnbildung. Geschichte - Geschichtsdidaktik - politische Bildung. Schwalbach/Ts. 2014, Wochenschau Verlag, S. 230–244; Christoph Kühberger: Kompetenzorientiertes historisches und politisches Lernen. Methodische und didaktische Annäherungen für Geschichte, Sozialkunde und Politische Bildung. Innsbruck/Wien/Bozen, Studienverlag, S. 15–17.
5. ↑  Christoph Kühberger: Subjektorientierte Geschichtsdidaktik. Eine Annäherung zwischen Theorie, Empirie und Pragmatik. In: Heinrich Ammerer et al. (Hrsg.): Subjektorientierte Geschichtsdidaktik. Wochenschau, Schwalbach/Ts. 2015, S. 13–47.
6. ↑  Kerstin Pohl: Kompetenzen und Konzepte: Kompetenzorientierung und konzeptuelles Deutungswissen: (K)ein neuer Königsweg für politische Bildung? BPB, 24. März 2020, abgerufen am 25. September 2021.